# Doncourt-lès-Longuyon
Doncourt-lès-Longuyon is een gemeente in het Franse departement Meurthe-et-Moselle (regio Grand Est) en telt 239 inwoners (1999).
De gemeente maakt deel uit van het arrondissement Briey en sinds begin 2015 van het kanton Mont-Saint-Martin. Daarvoor hoorde het bij het kanton Longuyon in hetzelfde arrondissement.

## Geografie
De oppervlakte van Doncourt-lès-Longuyon bedraagt 5,6 km², de bevolkingsdichtheid is 42,7 inwoners per km².
De onderstaande kaart toont de ligging van Doncourt-lès-Longuyon met de belangrijkste infrastructuur en aangrenzende gemeenten.

## Demografie
De figuur toont het verloop van het inwonertal (bron: INSEE-tellingen).